# 塞尼 (怀俄明州)
塞尼（英語：Thayne）是美国怀俄明州林肯县下属的一座城鎮。该鎮的人口在2000年为341人，2010年有366，2011年则估计有365人。